# Ludwig Scotty
Ludwig Derangadage Scotty, född 20 juni 1948 i Anabar, var president i Nauru 29 maj - 8 augusti 2003 och sedan på nytt mellan 22 juni 2004 till 19 december 2007. Såväl 2003 som 2007 avsattes han efter misstroendeomröstningar.